# Буде Будисављевић (жупан)
Будислав Буде племенити Будисављевић (Бјелопоље код Коренице, Аустријско царство, 29. јул 1843 — Загреб, Краљевство Срба, Хрвата и Словенаца, 9. јануар 1919) био је српски књижевник, посланик и велики жупан из Хрватске. Потиче из угледне личке фамилије Будисављевић.

## Поријекло и породица
Чукундјед му је био Марко Будисављевић који је са својом четом личких јунака прелазио границу ка турској територији која се протезала дуж Пљешевице. Јозеф II Хабзбуршки му је 1787. на свечаности у Бечу дао племићку титулу, грб и право на племићки придјевак Приједорски, на који су имали право и користили су га и његови потомци. Син је крајишког официра Будета и Софије, рођ. Марић. Супруга му је била Хермина Албрехт. Вјенчао их је беочински архимандрит и његов пријатељ Герман Јовановић 1876. године. Кум на вјенчању им је био велики жупан сријемски Јулије Бубановић. Браћа су му били: Јово, Станислав и Манојло Будисављевић, а синови Мане, Вељко, Срђан и Јулије Будисављевић. Ћерке су му биле Минка, Олгица и Мира.

## Биографија
Основну школу и седам разреда гимназије завршио је у Сењу а осми разред и матуру - испит зрелости положио је у Краљевској вишој гимназији у Ријеци (1861). Потом је у Бечу похађао крајишки управни течај (Grenzverwaltungskurs) (1861—1863) и именован 1863. за поручника 3. граничарске пуковније у Огулину. Премјештен је у Оштарије, Примишље и Берек, а 1870. у Загреб у управно одјељење генералкоманде. Привремени велики биљежник у Бјеловарској жупанији постао је 1871. а потом је исту дужност обављао у Винковцима (1872) и Огулину (1873). За поджупана у Руми именован је 1875, за великог жупана у Пожеги 1881, у Бјеловарско-крижевачкој жупанији 1884, у Личко-крбавској жупанији у Госпићу 1889, а за великог жупана у Загребу 1901. Као велики жупан личко-крбавски урадио је све да побољша тешку ситуацију у свом крају те је радио на регулацији водотокова, изради канала, путева и водовода. Спроводио је просвјетне акције и изградњу школа на подручју своје жупаније. Народ га је звао слатки Буде због његове хуманости и умјећа опхођења с људима. 1895. године се посебно истакао у прикупљању прилога за (121 фор 35 нч) Друштво за помагање сиромашних а вриједних Срба слушача у Кр. свеучилишту Фрање I Јосипа у Загребу. Успјешно се борио против правашке србомржње, а ни српски националисти га нису вољели. Током службе у Руми повремено је посјећивао фрушкогорске манастире, Београд (Кошутњак) и Нови Сад гдје посјећује Змаја, Светозара Милетића, Марију Трандафил... Биран је више пута за посланика на народно-црквеном сабору у Сријемским Карловцима (1890, 1902, 1906). Са Ђуром Пиларом основао је 1874. године Планинарско друштво. Аустријски цар Фрањо II га је одликовао Витешким крстом Леополдовог реда. Пензионисан је 1905. Умро је на дан своје крсне славе, Светог Стефана, 9. јануара 1919. и сахрањен је у породичној гробници на Мирогоју у Загребу. Ту је сахрањена и већина чланова његове фамилије. Сви натписи су писани ћирилицом, сем за Веру Кушевић (1999). У Госпићу му је 1968. подигнута спомен плоча. На плочи је требало писати да је Будисављевић хрватски књижевник, но на сугестију његовог сина Јулија остало је само књижевник. Јулије је у свом писму Деросију, тадашњем предсједник огранка Матице хрватске у Госпићу написао да је његов отац и хрватски и српски књижевник. Пријатељи су му били: Јован Јовановић Змај, Иван Мажуранић, Фран Курелац, Лавослав Вукелић, Аугуст Шеноа, Фрањо Рачки, Иван Трнски, Иван Перковац, Исидор Кршњави, Карол Куен-Хедервари, Владимир Мажуранић (син бана Ивана М., који је био вјенчани кум његовој ћерки Мини).

## Књижевни рад
Књижевношћу је почео да се бави под утицајем свога професора Франа Курелца још као гимназијалац у Ријеци. Први штампани рад, допис о Војној крајини, изишао му је у Позору (1863) а прва приповијетка у Виенцу (1869). До краја живота објављивао је у периодици приповијетке, записе о савременицима, чланке из планинарства и медицине: Виенац 1869, 1871, 1873, 1875, 1880, 1882 - 1883, 1887, 1889, 1891, 1893, 1899 - 1890, 1912, Обзор 1872, 1912, 1916, Народне новине 1886 - 1887, 1891, 1893, 1899 - 1900, 1902, 1906 - 1907, Дом и свијет 1890, Јавор 1890, Лијечнички вијесник 1891 - 1892, 1906, Побратим 1891, 1893, Нада 1895, 1899 - 1900, Летопис Матице српске 1895, 1901, 1906, 1910, Бранково коло 1895 - 1896, 1899, 1902, 1906 - 1907, 1909, Хрватски планинар 1898, Домаће огњиште 1904, Србобран 1907 - 1908, Савременик 1907 - 1909, Грађа ЈАЗУ 1905, Богословски вијесник 1907, Коло Матице хрватске 1908, Илустровани обзор 1909, Савременик 1911, Наставни вјесник 1913 - 1914, Југословенска жена 1918. У приповијеткама и цртицама из народног живота осјећа се утицај народног приповједача, оне имају елементе хумора, фолклора и народног празновјерја. Написао је овећу студију и приредио за штампу Књижевно цвиеће Лавослава Вукелића (Загреб, 1882), чији је пријатељ био. Преводио је са руског, а неке његове приповијетке преведене су на њемачки. У рукопису је оставио мемоаре Поменци из мога живота који је обрадио и објавио историчар др Жељко Караула. То дјело је Буде писао ручно, дијелом ћирилицом, а дијелом латиницом. Звршне дијелове писао је у Загребу током Првог свјетског рата. За члана Књижевног одјељења Матице српске изабран је 1894. Даровао је књиге Народној библиотеци у Београду. Објављивао је дјела и под именом Милутинов. Написао је први животопис Николе Тесле. Након смрти синови су његову рукописну заоставштину предали Југословенској академији знаности и умјетности (ЈАЗУ) почетком 1960.

## Дјела
- С личке груде (Загреб, 1913)
- Из мојих успомена (Загреб, 1918)
- Поменци из мога живота